# Dicranota (Eudicranota) circipunctata
Dicranota (Eudicranota) circipunctata is een tweevleugelige uit de familie Pediciidae. De soort komt voor in het Oriëntaals gebied.